# Boreas (tijdschrift)
Boreas is een internationaal, aan collegiale toetsing onderworpen wetenschappelijk tijdschrift op het gebied van de
aardwetenschappen.
Het wordt uitgegeven door Wiley-Blackwell en verschijnt 4 keer per jaar.
Het eerste nummer verscheen in 1972.